# Lasioglossum albohirtum
Lasioglossum albohirtum är en biart som först beskrevs av Crawford 1907 som finns i västra Nordamerika. Den ingår i släktet smalbin och familjen vägbin. Inga underarter finns listade i Catalogue of Life.

## Beskrivning
Huvud och mellankropp är metalliskt gulgröna, med labrum rödbrun och clypeus svartbrun på den övre halvan, mässingsfärgad på den undre. Käkarna (mandiblerna) är orange hos honan, gula med röda spetsar och svartbrun bas hos hanen. Antennerna är mörkbruna, med undersidan av själva antennlederna gulaktig. Vingarna är genomskinliga med ljust gulbruna ribbor och vingfästen, och benen är bruna. Bakkroppens tergiter är gröna med ljusa, halvgenomskinliga, brungula bakkanter, medan sterniterna är bruna. Behåringen är vit och riklig. Honan är 5,4 till 6,8 mm lång, medan hanen har en längd av 5,1 till 5,2 mm.

## Utbredning
Utbredningsområdet sträcker sig från British Columbia i västligaste Kanada österut till Saskatchewan, och söderut till Kalifornien och Nevada i USA. Biet är en vanlig art.

## Ekologi
Lasioglossum albohirtum är polylektisk, den flyger till blommande växter från flera familjer, som korgblommiga växter (släktet Ericameria), ärtväxter (gul sötväppling) och slideväxter (släktet Eriogonum).
Arten är ettårigt eusocial, det vill säga den bildar samhällen på samma sätt som exempelvis humlor. Boet placeras på marken.